# John le Carré

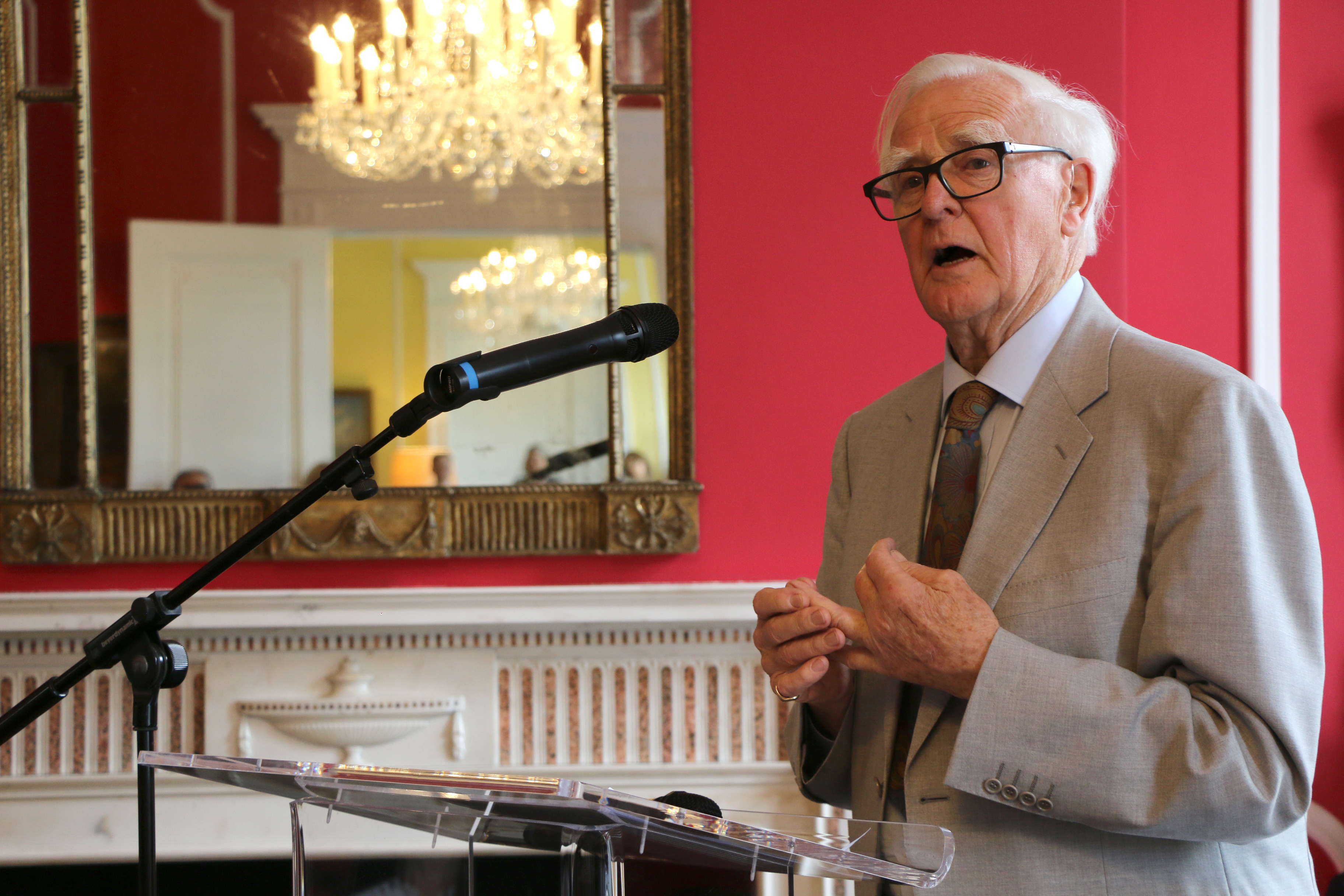
John le Carré, 2017.

John le Carré, pseudonym för David John Moore Cornwell, född 19 oktober 1931 i Poole, Dorset, död 12 december 2020 i Truro, Cornwall, var en brittisk författare av i huvudsak spionromaner om den brittiska underrättelsetjänsten under det kalla kriget.

## Biografi
Le Carré studerade tyska i Bern och Oxford och undervisade därefter i några år på Eton College. Han arbetade för den brittiska underrättelsetjänsten i Bonn och Hamburg 1959–1964, vilket gav honom stoff av genuin karaktär när han så småningom bestämde sig för att börja skriva.
I nio av John le Carrés romaner figurerar George Smiley som huvud- eller biperson. Mest känd är romanen Spionen som kom in från kylan (1963), där antagonisten i likhet med debutboken heter Hans-Dieter Mundt. En annan huvudmotståndare är känd genom Karla-trilogin från 1970-talet. När trilogin 2017 återutgavs på svenska som "Smileys 70-tal" fick två av romanerna nya svenska titlar.
Flera av le Carrés böcker har filmatiserats. Den svenske regissören Tomas Alfredson gjorde 2011 en filmversion av Mullvaden, med titeln Tinker, Tailor, Soldier, Spy. Där har Gary Oldman huvudrollen som George Smiley.

## Priser och utmärkelser
- 1963 – The Gold Dagger för Spionen som kom in från kylan
- 1965 – Edgarpriset för Spionen som kom in från kylan
- 1977 – The Gold Dagger för Käpp i hjulet
- 1986 – The Martin Beck award för En perfekt spion
- 1988 – The Cartier Diamond Dagger
- 1989 – Grand Master-diplom
- 1991 – Palle Rosenkrantz-priset för I sanningens tjänst
- 2005 – The Dagger of daggers för Spionen som kom in från kylan
- 2011 – Goethemedaljen
- 2019 – Olof Palmepriset

## Långfilmer baserade på romaner
- 1965 – Spionen som kom in från kylan (regi: Martin Ritt)
- 1966 – Spionen måste dö (filmatisering av Telefon till den döde; regi: Sidney Lumet)
- 1969 – Spegelkriget (regi: Frank Person)
- 1984 – Den lilla trumslagarflickan (regi: George Roy Hill)
- 1990 – Ryska huset (film) (regi: Fred Schepisi)
- 2001 – Skräddaren i Panama (regi: John Boorman)
- 2005 – The Constant Gardener (regi: Fernando Meirelles)
- 2011 – Tinker, Tailor, Soldier, Spy (regi: Tomas Alfredson)
- 2016 – Our kind of traitor (regi: Susanna White)